# James H. Berry
James H. Berry (Jackson megye, 1841. május 15. – Bentonville, 1913. január 30.) amerikai politikus, Arkansas állam kormányzója (1883–1885), az Amerikai Egyesült Államok szenátora (Arkansas, 1885–1907).

## Élete
Az alabamai Jackson megyében született James McFerrin Berry ls Isabella Jane Orr gyermekeként. Családjával 1848-ban költözött Arkansasba. Jogi végzettséget szerzett, és 1866-ban felvették az arkansasi kamarába.
Az amerikai polgárháború kitörésekor csatlakozott a Konföderációs Államok Hadseregéhez, és másodhadnagynak nevezték ki az E. századhoz, a 16. arkansasi gyalogsághoz. A  Corinth-i csata során veszítette el jobb lábát Mississippi északi részén. Miután felépült, iskolai tanárként dolgozott, és magánjogi praxisba kezdett.
1866-ban választották be az arkansasi képviselőházba. 1872-ben és 1874-ben újraválasztották. Utolsó ciklusában a képviselőház elnökévé választották. 1876-ban a Demokratikus Állami Konvent elnöke volt. 1878-ban a negyedik körzeti bíróság bírája lett, és ezt a posztot töltötte be 1882-ig, amikor Arkansas kormányzójává választották. 1885 márciusában a törvényhozás Berryt választotta Augustus H. Garland szenátor mandátumának betöltésére. Berry a következő 22 évben az Egyesült Államok szenátusában maradt.